# Chikun
Chikun, est une zone de gouvernement local de l'État de Kaduna au Nigeria,. C'est un royaume traditionnel.

## Source
- (en) Cet article est partiellement ou en totalité issu de l’article de Wikipédia en anglais intitulé « Chikun » (voir la liste des auteurs).